# Elysius atrata
Elysius atrata är en fjärilsart som beskrevs av Felder 1874. Elysius atrata ingår i släktet Elysius och familjen björnspinnare. Inga underarter finns listade i Catalogue of Life.